# Archie Roach

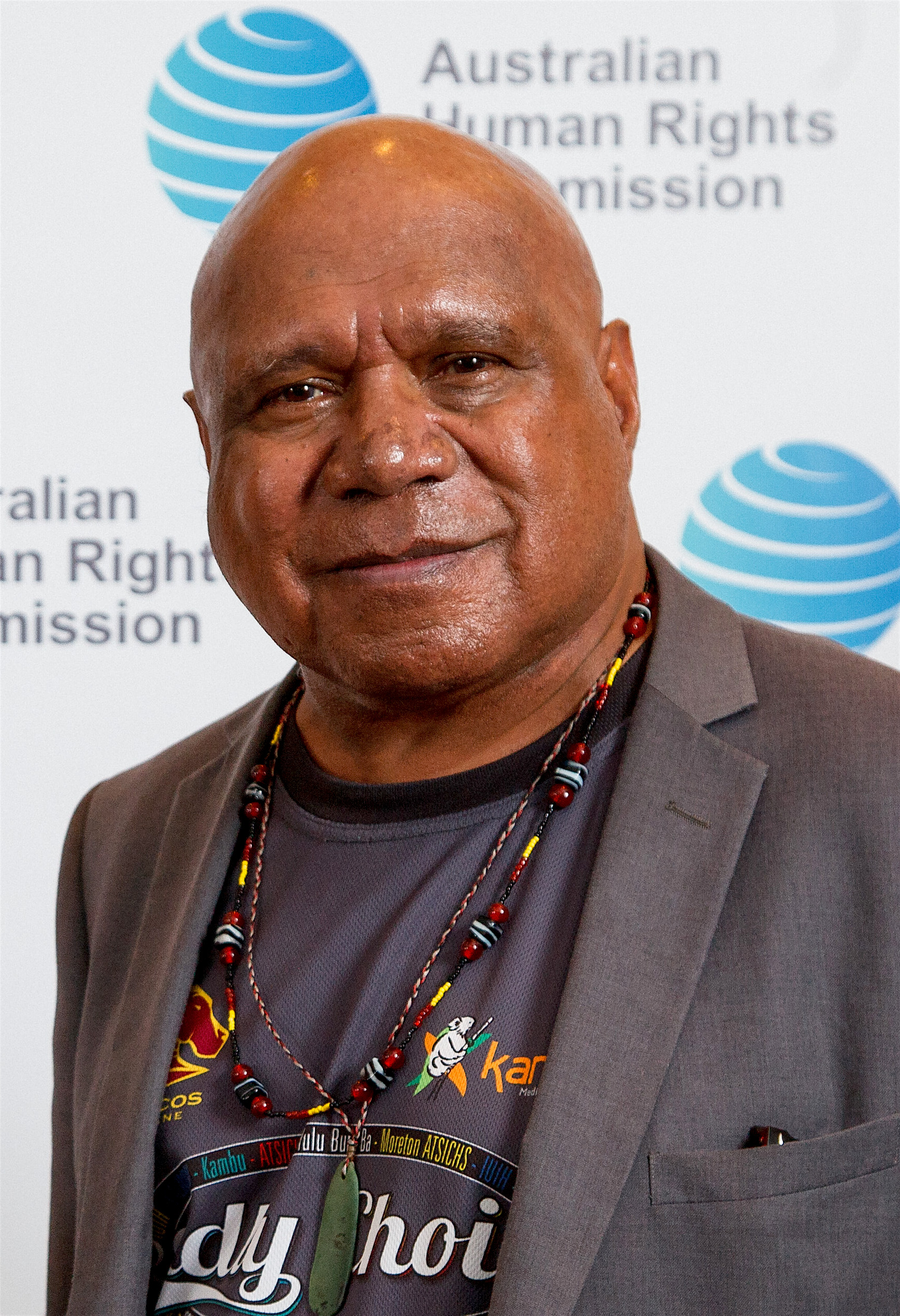
Archie Roach, 2016

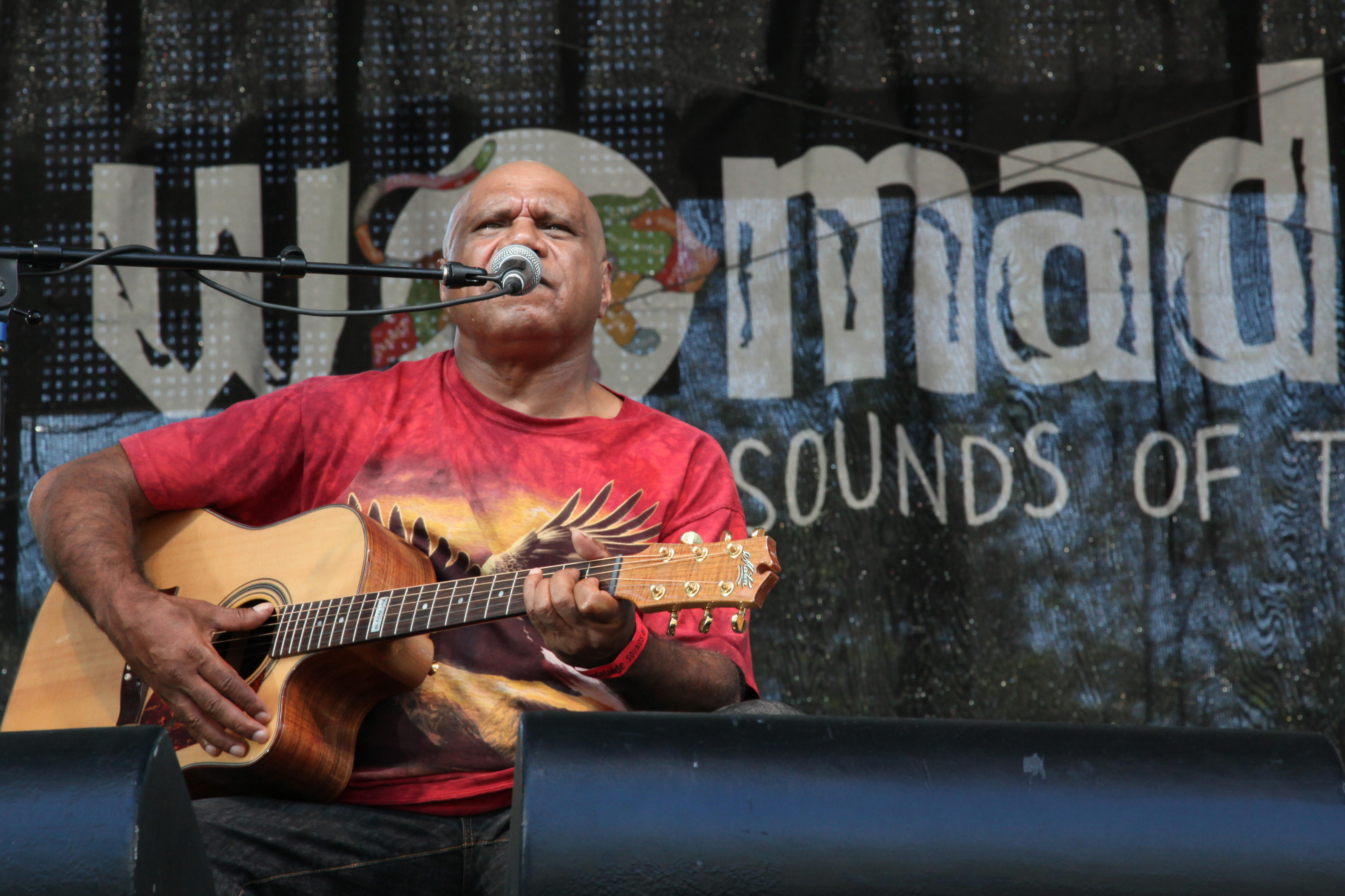
Archie Roach beim WOMAD Musikfestival in Adelaide, 2011

Archibald William „Archie“ Roach AC (* 8. Januar 1956 in Mooroopna, Victoria; † 30. Juli 2022 in Warrnambool, Victoria) war ein Sänger und Songschreiber aus Australien, der sich in seinen Liedern mit dem realen Leben und der Traumzeit der Aborigines befasste.

## Leben
Archie Roach lebte in der Framlingham Aboriginalmission, die bei Warrnambool im Südwesten des Bundesstaats Victoria liegt. Er wurde als Kind seiner Familie fortgenommen und erlitt wie Zehntausende der Aboriginekinder das Schicksal der gestohlenen Generationen und wuchs zunächst in einem Waisenhaus und dann in einer Familie schottischer Herkunft in Melbourne auf. Er lebte anschließend lange Jahre in den Straßen von Melbourne und Adelaide. Als er Ruby Hunter kennenlernte, baute er mit ihr ein Kinderheim für Aboriginekinder auf, machte mit Hunter Musik und gründete eine Band.
Roachs Frau und musikalische Partnerin Ruby Hunter starb am 17. Februar 2010 im Alter von 54 Jahren. Am 14. Oktober 2010 erlitt Roach einen Schlaganfall. Nach seiner Genesung kehrte er im April 2011 zu Live-Auftritten zurück. Er überlebte auch Lungenkrebs, da er 2011 frühzeitig diagnostiziert und operiert wurde. Roach starb Ende Juli 2022 im Warrnambool Base Hospital nach langer Krankheit. Aus seiner Ehe gingen zwei Söhne hervor.

## Werk
1990 brachte Roach ein Musikalbum heraus, das sich mit dem Thema der gestohlenen Generation befasste. Er gewann damit zweimal bei den ARIA Awards, den Human Rights Award und eine Goldene Schallplatte. 1992 veröffentlichte er Jamu Dreaming und 1997 Looking for Butter Boy, mit dem er in drei Kategorien bei den ARIA Awards gewann. Insgesamt wurde Roach 21-mal für die ARIA-Preise der australischen Musikindustrie nominiert und gewann neunmal.
Roach trat auf zahlreichen Festivals und 1992 in den USA und des Weiteren in Großbritannien, Deutschland, China, Japan und Taiwan auf. In den USA lernte er dabei unter anderem Bob Dylan kennen.

## Auszeichnungen
- 2015 Member des Order of Australia[6]
- 2021: Victorian Premier’s Literary Award – Prize for Indigenous Writing für Tell Me Why: The Story of My Life and My Music (Autobiografie)
- 2023 Companion des Order of Australia (posthum)[7]

### National Indigenous Music Awards
Die National Indigenous Music Awards (NIMA) werten nach den Kriterien Exzellenz, Engagement, Innovation und herausragende Beiträge zur Musikindustrie der Northern Territory Region Australiens aus. Sie wurden erstmals 2004 verliehen.
| 2013 | „selbst“                         | Hall of Fame Neuzugang | Neuzugang  |
| 2013 | Into the Bloodstream             | Album of the Year      | gewonnen   |
| 2013 | Into the Bloodstream             | Cover Art of the Year  | gewonnen   |
| 2013 | „Song to Sing“                   | Film Clip of the Year  | gewonnen   |
| 2013 | „Song to Sing“                   | Song of the Year       | nominiert  |
| 2018 | „selbst“                         | Artist of the Year     | nominiert  |
| 2019 | „selbst“                         | Artist of the Year     | nominiert  |
| 2019 | The Concert Collection 2012–2018 | Album of the Year      | nominiert  |
| 2020 | „selbst“                         | Artist of the Year     | nominiert  |
| 2020 | Tell Me Why                      | Album of the Year      | gewonnen   |
| 2022 | My Songs: 1989–2021              | Album of the Year      | ausstehend |

## Diskografie

### Alben
- Charcoal Lane (Aurora; Mushroom Records, 1990)
- Jamu Dreaming (Aurora, 1993)
- Looking for Butter Boy (Mushroom, 1997)
- Sensual Being (Festival Mushroom Records, 2002)
- The Tracker (Original Motion Picture Soundtrack, zusammen mit Graham Tardif, Mana Music, 2002)
- Journey (Liberation Music, 2007)
- Into the Bloodstream (Liberation Music, 2012)
- Let Love Rule (Liberation Music, 2016)
- Tell Me Why (Mushroom Sublabel Bloodlines, 2019)